# Otto Mortensen
Otto Jacob Hübertz Mortensen, född 18 augusti 1907 i Köpenhamn, död 30 augusti 1986, var en dansk pianist, tonsättare och musikforskare.

## Biografi
Mortensen studerade efter studentexamen vid på Det Kongelige Danske Musikkonservatorium för att utbilda sig till pianist. Där hade han bland andra Christian Christiansen, Knud Jeppesen och Paul Sophus Rung-Keller som lärare. År 1930 gjorde han sin debutkonsert som pianist och hade därefter under några år en karriär som ackompanjatör, solist, kammarmusiker och lärare. Mellan 1937 och 1956 var han opera-repetitör vid Det kongelige Teater och från 1942 till 1966 lärare vid Musikkonservatoriet. Dessutom verkade han som  dirigent för bland annat Det Kongelige Kapel, Opera Comiques orkester i Paris och i Danmarks Radio.
Redan medan Mortensen gick på konservatoriet blev han uppfylld av en av tidens strömningar, nämligen att sprida musikaliska färdigheter till städernas stora nya befolkningsgrupper. Det var en tanke, som hade sin upprinnelse i Tyskland under 1920-talet med personer som Fritz Jöde, Paul Hindemith och Carl Orff och som hade många förkämpar i Danmark, bland andra Jørgen Bentzon, Bernhard Christensen, Poul Henningsen, Ejnar Jacobsen, Erling Brene och framför allt Finn Høffding. Det inrättades så kallade "folkemusikskoler", och man skrev bruksmusik för särskilda ändamål, gymnastik, fotbollsmatcher, kabaréer och teatermusik. En annan konsekvens av dessa tankar var Mortensens publicering av några pianoskolor och en blockflöjtsskola, bidrog till att blockflöjten fick en renässans i Danmark. Omkring 1930 var Mortensen flera gånger i Berlin för att studera hur man där inrättade folkmusikskolor.
Under 1950-talet blev Mortensen allt mer intresserad av teoretiska musikaliska ämnen och han bedrev studier vid Københavns Universitet och avlade 1956 en mag.art.-examen i musikvetenskap. I detta sammanhang skrev han olika vetenskapliga artiklar och böcker: Harmonisk analyse efter grundbas-metoden, Om Buxtehudes dansesatser for klaver, Om polsk-dansen i Danmark. Från 1966 till 1974 var han därefter lektor i musikvetenskap vid Aarhus universitet.

## Musiken
Mortensens verkförteckning är inte lång, men han etablerade sig som den sista stora kompositören av sånger i den tradition, som kallas ”Den danske sang”. Den uppstod i anslutning till folkhögskolorna under andra hälften av 1800-talet. Dess förnämsta exponenter var utan tvivel Carl Nielsen och Thomas Laub. Dessa byggde på många andre kompositörers förarbete, och de fullföljdes av andra, av vilka de viktigaste var Thorvald Aagaard, Oluf Ring, Poul Schierbeck och alltså Otto Mortensen. Hans sånger sjungs alltjämt, och medan han ännu levde kunde han uppleva att Kim Larsen spelade in Kringsatt av fiender på sin skiva ”231045-0637”  1979.
Utöver dessa sånger, skrev Mortensen också verk för kammarensembler och för orkester. Dessa verk var skrivna i nyklassisk (neoklassicistisk) stil med inspiration från samtidens franske tonsättare, som till exempel Darius Milhaud, som han studerade för 1939. Dessutom gjorde han en lång rad av mycket använda körarrangemang av danska folkvisor och andra sånger och sina sista år arbetade han mycket med nya melodier till psalmer, bland annat At sige verden ret farvel.

### Sånger (urval)
- At sige verden ret farvel
- Den grønne søde vår
- Du danske sommer (Thøger Larsen)
- Du gav os de blomster (Helge Rode)
- Hun er sød - min skat (Christian Winther)
- Høvlen gik: galant! gelik!
- Kringsatt av fiender (Nordahl Grieg)
- Køretur (Otto Gelsted)
- Septembers himmel (Alex Garff)
- Skyerne gråner
- Sommernat (Paul la Cour)
- Vårvejr (L.C. Nielsen)

### Övrig musik (i urval)
- Nederlaget (skådespel av Nordahl Grieg)
- Cæsar og Cleopatra (skådespel av George Bernard Shaw)
- Fluerne (skådespel av Jean-Paul Sartre)
- Ouvertyrer
- Orkestersviter
- Sonat för violin och piano
- Konsert för piano och orkester
- Limfjorden - nocturne för sopran, alt, tenor, bas och fyrhändigt piano
- Konsertstycke för flöjt, violoncell, piano och orkester
- Tre sånger för alt med orkester. (Thor Lange - 1930)
- Intermezzo för oboe, violin, cello och piano (1934)
- Stråkkvartett nr 1 (1937)
- Blåsarkvintett (1944)
- Kvartett för flöjt, violin, cello och piano (1944)
- Kantat vid Köpenhamns Universitets sorgefest över kung Kristian X (1947)
- Festouvertyr till invigningen av Ålborg-hallen (1952)
- Sonat för oboe och piano (1953)
- Stråkkvartett nr 2 (1955)
- En symfoni (1957)
- Verdenshjørnerne (De fire Dværge) - Kantat för kör och orkester (Thøger Larsen) (version 2: 1978)

## Utmärkelser
- Otto Mortensen fick 1929 Lensgreve C.A. Lerches stipendium, som han använde till en studieresa till Berlin,
- 1938 mottog han Anckerska legatet.
- 2006 upptogs två av hans sånger i Danmarks kulturkanon i kategorin noterad musik/folkhögskolesånger: Du gav os de blomster, som lyste imod os och Septembers himmel er så blå.